# Klaus Knoll (Sportwissenschaftler)
Klaus Knoll (* 1. Juli 1941; † 28. Dezember 2022) war ein deutscher Sportwissenschaftler und Turner.

## Leben
Knoll war als Turner Mitglied der Nationalmannschaft der Deutschen Demokratischen Republik (DDR). 1964 wurde der für den SC DHfK Leipzig antretende Knoll im Bodenturnen Dritter der DDR-Meisterschaft. Später gewann er die Deutsche Seniorenmeisterschaft.
1981 wurde an der Deutschen Hochschule für Körperkultur seine Doktorarbeit angenommen, die Schrift trug den Titel Zur biomechanisch zweckmäßigen Technik von Flugelementen im Gerätturnen – dargestellt am Beispiel von akrobatischen Rückwärtssprüngen am Boden und von Abgängen an den Ringen. Erkenntnisse seiner sportwissenschaftlichen Arbeit veröffentlichte Knoll in den 1980er Jahren in der Zeitschrift Theorie und Praxis Leistungssport, nach dem Ende der DDR auch in der Zeitschrift für angewandte Trainingswissenschaft und in Leistungssport. An der Martin-Luther-Universität Halle/Wittenberg schloss Knoll 1994 seine Habilitation (Optimierung der Sporttechnik und Entwicklung von biomechanischen und ingenieurtechnischen Verfahren – dargestellt am Beispiel des Gerätturnens) ab. An derselben Hochschule war er im Bereich Biomechanik als Privatdozent tätig, er lehrte ebenfalls an der Universität Leipzig. Am Institut für Angewandte Trainingswissenschaft (IAT) in Leipzig war Knoll als freier Mitarbeiter in den Arbeitsfeldern Biomechanik, Messtechnik und Ingenieurwissenschaft beschäftigt, er leitete in seiner Tätigkeit für das IAT mehrere Forschungsprojekte, oft untersuchte er dabei Teilbereiche des Turnens. Er trug mit Aufsätzen (Gerätturntechniken mit Jürgen Krug; Drehbewegungen mit Jürgen Krug und Falk Hildebrand) zum Handbuch Sportbiomechanik bei.
Beim Deutschen Turner-Bund (DTB) arbeitete Knoll als Biomechaniker, Berater, Ausbilder und Dozent. In einem Nachruf des DTB wurde er als „einer der versiertesten und anerkanntesten Turnexperten bundesweit“ bezeichnet.